# Villodrigo
Villodrigo és un municipi de la província de Palència a la comunitat autònoma de Castella i Lleó (Espanya). Limita amb Vizmalo, Revilla Vallejera, Villaverde-Mogina i Valles de Palenzuela.

## Demografia
| 1991 | 1996 | 2001 | 2004 |
| ---- | ---- | ---- | ---- |
| 159  | 138  | 139  | 128  |